# Anna Sharkey
Anna Sharkey, nota anche con il nome da sposata Anna Gascoyne-Cecil (1931 – Londra, 30 agosto 2019) è stata un'attrice britannica.

## Biografia
Attiva in campo televisivo e teatrale, Anna Sharkey è nota soprattutto come interprete di musical sulle scene londinesi, dove ha recitato regolarmente dagli anni cinquanta agli anni ottanta. Nel 1978 per la sua performance in Maggie vinse il Laurence Olivier Award alla miglior performance in un musical, il premio che due anni più tardi sarebbe stato ribattezzato Laurence Olivier Award alla migliore attrice in un musical.
Dopo un primo matrimonio con l'attore Clive Cazes, sposato nel 1964, la Sharkey sposò in seconde nozze, nel 1976, l'attore e giornalista, Jonathan Cecil. La coppia rimase unita fino alla morte di quest' ultimo, avvenuta nel 2011.

## Filmografia parziale

### Televisione
- Agente speciale - serie TV, 1 episodio (1963)
- Dixon of Dock Green - serie TV, 1 episodio (1963)
- Omnibus - serie TV, 1 episodio (1970)
- Bachelor Father - serie TV, 1 episodio (1971)
- The Girls of Slender Means - serie TV, 3 episodi (1975)
- In due s'indaga meglio - serie TV, 1 episodio (1983)
- Le avventure di Bailey - serie TV, 1 episodio (1991)